# Anto Baković
Anto Baković (Goražde, 4. srpnja 1931. – Zagreb, 26. siječnja 2017.) bio je hrvatski katolički svećenik, pisac i novinar.

## Životopis
Rođen je 1931. godine u Goraždu na rijeci Drini kao sedmo dijete u dobrostojećoj obitelji. Osnovnu školu završio je u Goraždu, srednju u Sarajevu, teološki studij u Ljubljani, dok je u Đakovu 29. lipnja 1959. zaređen za svećenika Vrhbosanske nadbiskupije.

## Student i svećenik u zatvoru
Kao student bogoslovije pozvan je na služenje vojnog roka u JNA. Na kraju vojnog roka, osuđen je na izdržavanje zatvorske kazne s prisilnim radom u vremenu od četiri godine, jer je odbio govoriti protiv kardinala Alojzija Stepinca. U zatvoru u Nišu doživio je torturu kroz tri dana batinanja, do duboke nesvijesti i kome.
Nakon izlaska iz zatvora nastavio je i završio studij teologije. Za svećenika je zaređen 1959. godine. Kao bogoslov, a kasnije i svećenik, proveo je 10 godina robijanja u 7 zatvora. 1962. je godine Rankovićev policijski režim pomilovao dio robijaša u KPD-u Zenici, no ne i Slavka Miletića, Tomislava Vidovića, Andriju Radoša, Antu Bakovića i Vinka Vicu Ostojića.

## Pastoralno djelovanje
Djelovao je u župama Kaknju, Korićanama, Janjevu na Kosovu i u Maglaju. U Janjevo je došao nakon što je protjeran iz BIH, jer je bio nepoćudan režimu zbog predanog svećeničkog rada. Osnovao je dječji zbor "Bijeli anđeli", koji je postao poznat u cijeloj bivšoj državi. Osnovao je i "Katon" (Katolički ton) te snimio i izdao dvadesetak singlica - gramofonskih ploča sa stotinjak pjesama pod nazivom "Duhovne hrvatske pučke pjesme". Opet je osuđen na zatvorsku kaznu. Nakon povratka, djelovao je u župi Maglaj, gdje je izgradio svetište sv. Leopolda Bogdana Mandića. Snimio je Bibliju u kasetama, prvo zvučno izdanje Biblije na hrvatskom jeziku.  
Prestao je sa službovanjem u župi 1983. godine, kada je umirovljen zbog bolesti.  

## Aktivni umirovljenik
Od 1983. godine don Anto Baković bavi se pitanjima pronatalitetne politike. Uređuje i izdaje mjesečnik Narod, glasilo za demografsku obnovu i duhovni preporod.  
Napisao je knjige: "Za jednu bolju Hrvatsku", "Hrvatska demografska čitanka", "Jedno dijete više", "Programska načela Hrvatskog populacijskog pokreta", "Drinske mučenice", "Ostaje li Hrvatska bez majki", "Dječak s Drine" (autobiografija), "Svećenici - žrtve rata i poraća", "Hrvatski martirologij XX. stoljeća" i "Batinama do oltara". 
Na knjizi "Hrvatski martirologij XX. stoljeća" radio je 17 godina. Na 1100 stranica piše o 664 mučenika Crkve u Hrvata za vrijeme Drugoga svjetskog rata i poraća.
Osnovao je udruge: Hrvatski populacijski pokret, Pronatalitetni pokret "Jedno dijete više", Martyrium Croatiae te Apostolat ljubavi "Jedna obitelj više".
Proslavio je 50. godina svećeništva zlatnom misom 12. srpnja 2009. godine.
Preminuo je 26. siječnja 2017. godine u svećeničkom domu u Zagrebu, te pokopan na zagrebačkom Mirogoju. Sućut njegovom nadbiskupu i svim ožalošćenima izrazili su i predsjednik Vlade Republike Hrvatske Andrej Plenković, predsjednik Hrvatskog sabora Božo Petrov i brojne druge osobe ističući njegovu marljivost, ustrajnost i veličinu. Ostat će zapamćen njegov nemjerljivi doprinos hrvatskom narodu promicanjem natalitetne politike i suočavanja sa svim totalitarnim režimima dvadesetog stoljeća, a na poseban način s komunizmom, čija je žrtva i sam bio.

## Promicanje Drinskih mučenica
Kao dijete živio je u rodnom Goraždu na rijeci Drini i bio je svjedok mučeništva Drinskih mučenica. Izuzetno se istaknuo u promicanju sjećanja na njih. Nakon višegodišnjih ispitivanja, traganja, bilježenja i prikupljanja podataka na 49. godišnjicu stradanja sestara mučenica 1990. don Anto je predao javnosti knjigu „Drinske mučenice”, a njegovim zalaganjem HRT je snimio dokumentarni film „Drinske mučenice”. 
Njegova knjiga je prevedena na talijanski jezik i druge jezike i predstavljena u Rimu 1996. Kardinal Vinko Puljić, vrhbosanski nadbiskup i don Ante uručili su je sv. Ivanu Pavlu II. Kad ju je papa prolistao rekao je: „Pa ja sam to već pročitao. Drinske mučenice su zrele za oltar. Obavite sve što treba u biskupijskom procesu i nećete dugo čekati na beatifikaciju." Proglašene su blaženima 24. rujna 2011.

## Vanjske poveznice
- Biografija na internetskim stranicama Večernjeg lista  Arhivirana inačica izvorne stranice od 5. ožujka 2016. (Wayback Machine)